# Onze-Lieve-Vrouwekerk (Leffinge)

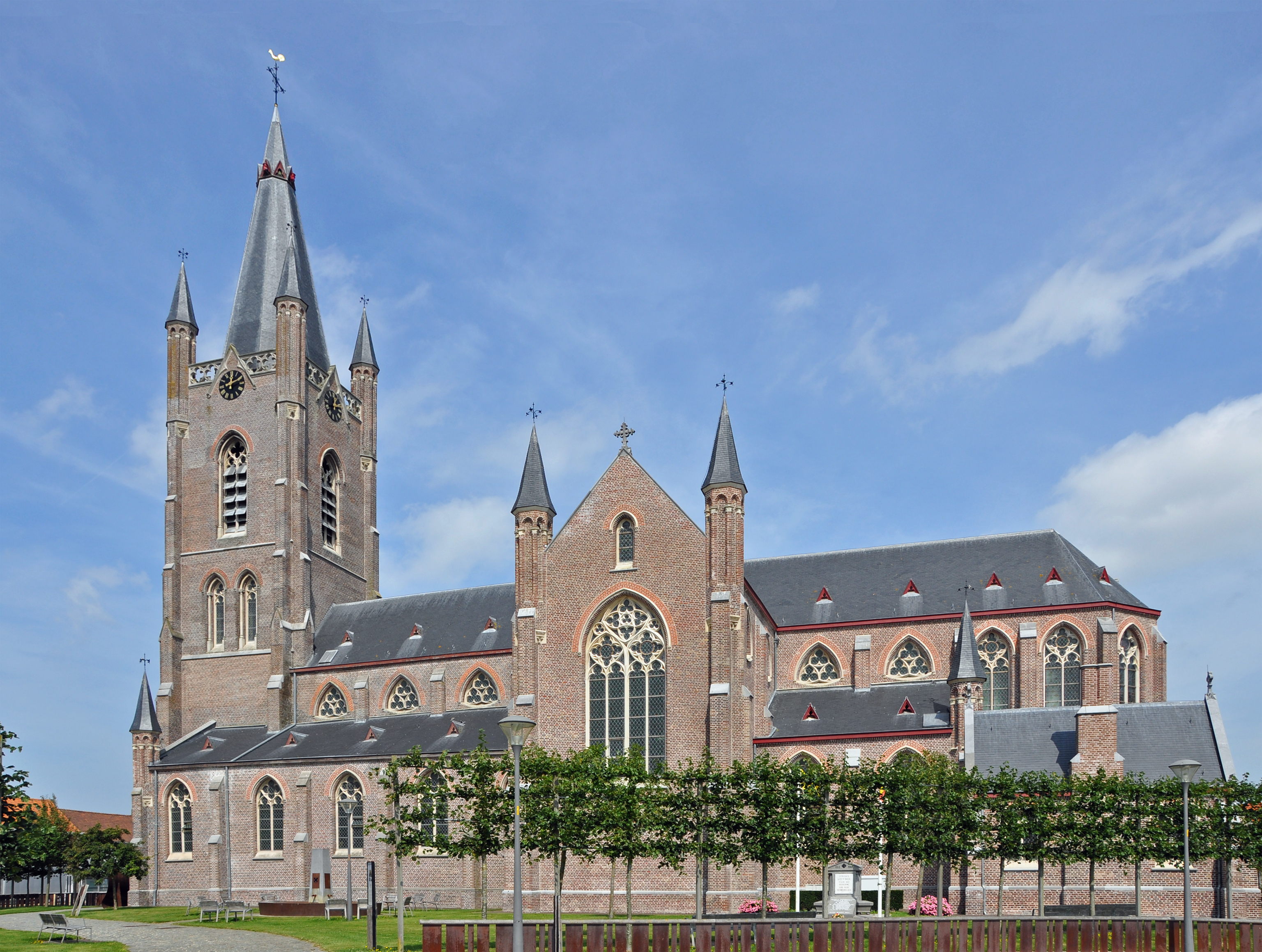
Onze-Lieve-Vrouwekerk

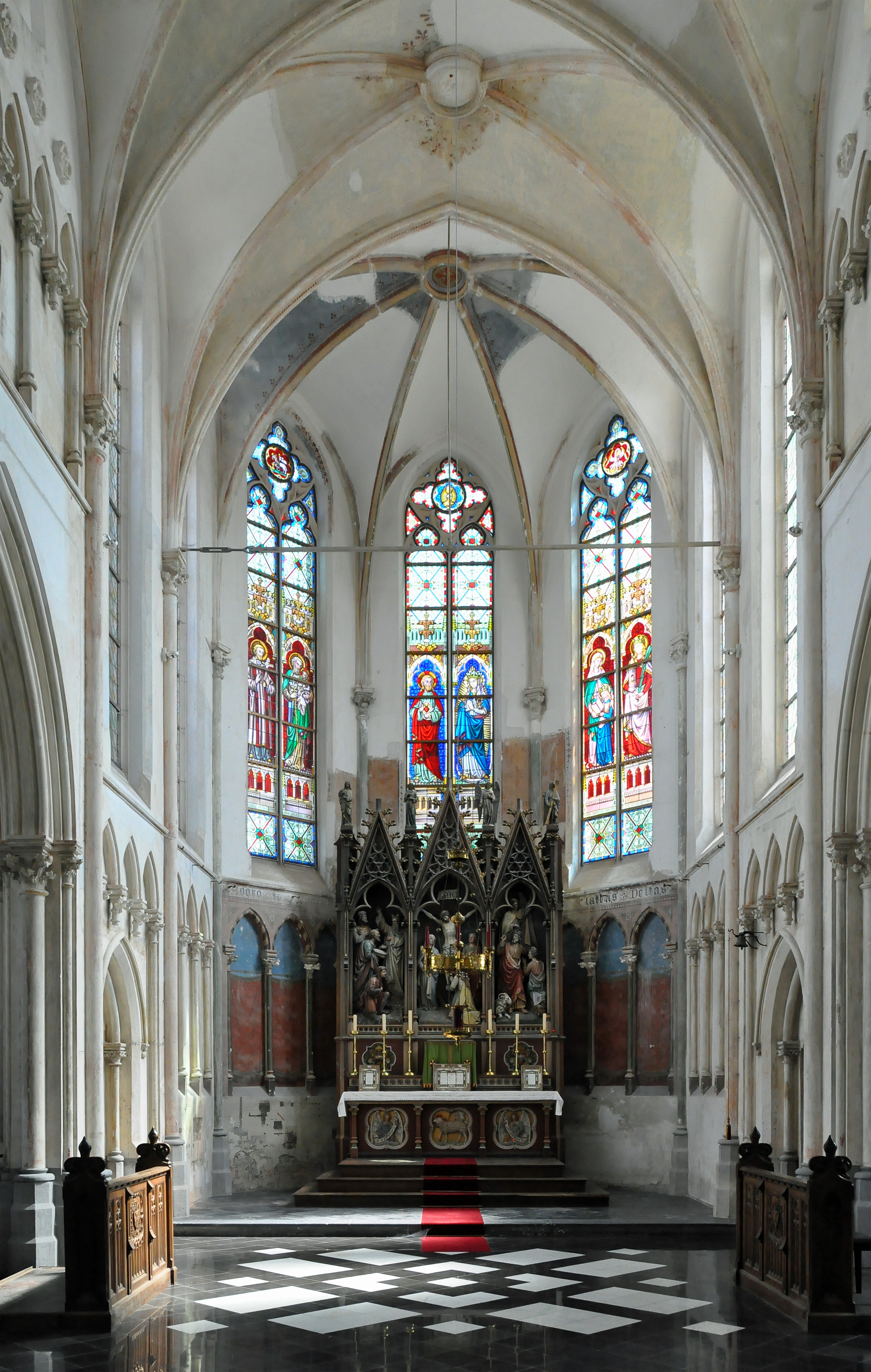
Het koor van de Onze-Lieve-Vrouwekerk

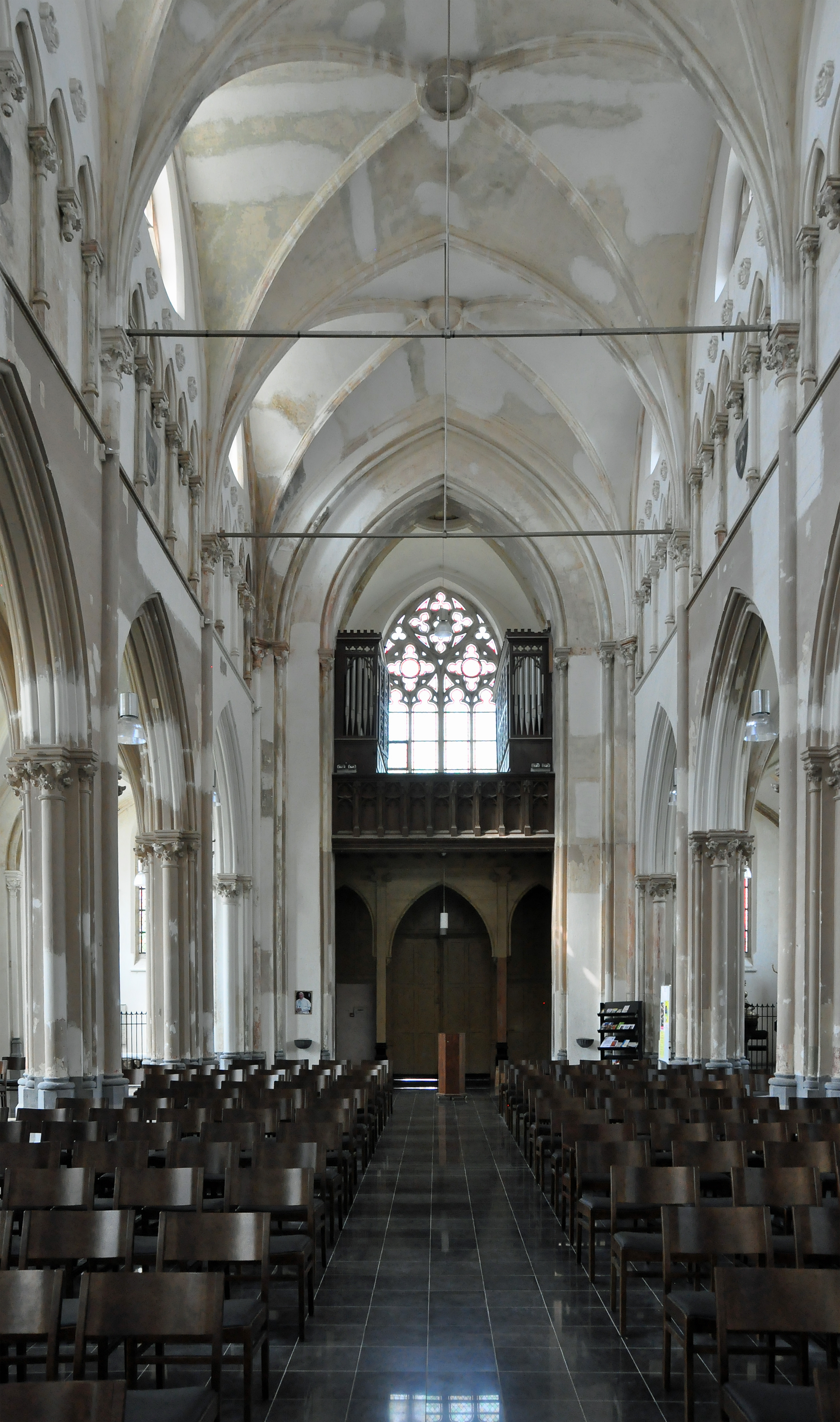
Het middenschip van de kerk gezien vanuit het koor

De Onze-Lieve-Vrouwekerk was gedurende eeuwen de parochiekerk van de West-Vlaamse gemeente Leffinge, sinds 1977 samengevoegd met Middelkerke. Ze was gelegen aan de Dorpsstraat.

## Geschiedenis
In de 12e of 13e eeuw werd een driebeukige basilicale romaanse kruiskerk met vieringtoren opgetrokken in veldsteen. Later werden hieraan bakstenen elementen toegevoegd.
In 1488 werd de kerk verwoest tijdens de Vlaamse Opstand tegen Maximiliaan. Herstel volgde omstreeks 1500, waarbij de kerk werd uitgebouwd tot hallenkerk met gebruik van baksteen. Eind 16e eeuw werd de kerk, aan de vooravond van het Beleg van Oostende, opnieuw verwoest. In de 17e eeuw werd de kerk hersteld, maar het westelijk deel ervan werd gesloopt. In de 19e eeuw was de kerk in vervallen staat en vanaf 1857 begon men aan een vervanging. De opdracht werd toevertrouwd aan de Brugse architect Antoine Verbeke.
Toen vanaf 1864 de Leffingenaar Johan Joseph Faict bisschop van Brugge werd, oordeelde hij dat Leffinge, als geboorteplaats van een bisschop, een aanzienlijke kerk mocht krijgen. Hij bracht de nodige fondsen bijeen en de plannen werden omgewerkt om een omvangrijke kerk tot stand te brengen. Het werd een driebeukige neogotische bakstenen basilicale kruiskerk met driezijdige koorafsluiting, voorgebouwde westtoren met steunberen en vier hoektorens op de trans. De werken namen hierdoor heel wat tijd in beslag en pas in 1879 kon Faict de parochiekerk van zijn geboortedorp plechtig inwijden. Vanwege haar omvang werd de kerk vaak de kathedraal van het Noorden genoemd.
De kerk werd vanaf 1983 gerestaureerd onder leiding van ingenieur W. Snauwaert (Oostende), met onder meer stabiliteitswerken en blootlegging van neogotische beschilderingen. Vanaf 1994 werd verder gerenoveerd in samenwerking met Frankie Laureys en zijn team.
De kerk werd in 2021 ontwijd en de eigendom ervan overgedragen aan de gemeente Middelkerke, die de bedoeling heeft er een permanente culturele bestemming aan te geven.

## Interieur
De altaren zijn neogotisch. Zeven panelen voorstellende de Zeven werken van barmhartigheid zijn 17e-eeuws. Een schilderij die de Tenhemelopneming van Maria voorstelt, is 18e-eeuws. Er zijn houten beelden uit de 16e en 17e eeuw. De preekstoel is van 1773 en werd vervaardigd door Louis De Lessue. Twee biechtstoelen zijn van 1770. De glas-in-loodramen zijn eind-19e-eeuws.